# Collet del Burrisquet
El collet del Burrisquet és una muntanya de 428 metres que es troba al municipi d'Òdena, a la comarca catalana de l'Anoia.